# Attelage (hippomobile)
Pour les articles homonymes, voir Attelage.
L'attelage est l’ensemble constitué par un véhicule hippomobile et le ou les chevaux qui assurent sa traction. Les différents attelages sont caractérisés par les animaux et la voiture utilisés ainsi que par la façon de les relier.

## Définition
Le terme « attelage » est polysémique, pouvant désigner l'action d'atteler des chevaux à un véhicule hippomobile, le ou les animaux attelés, l'ensemble formé par des chevaux attelés et un véhicule hippomobile, et enfin un sport équestre de compétition reconnu par la Fédération équestre internationale,. 

## Histoire
En 1900, la traction hippomobile reste plus employée dans les grandes métropoles urbaines que le moteur. 

## Types d’attelages

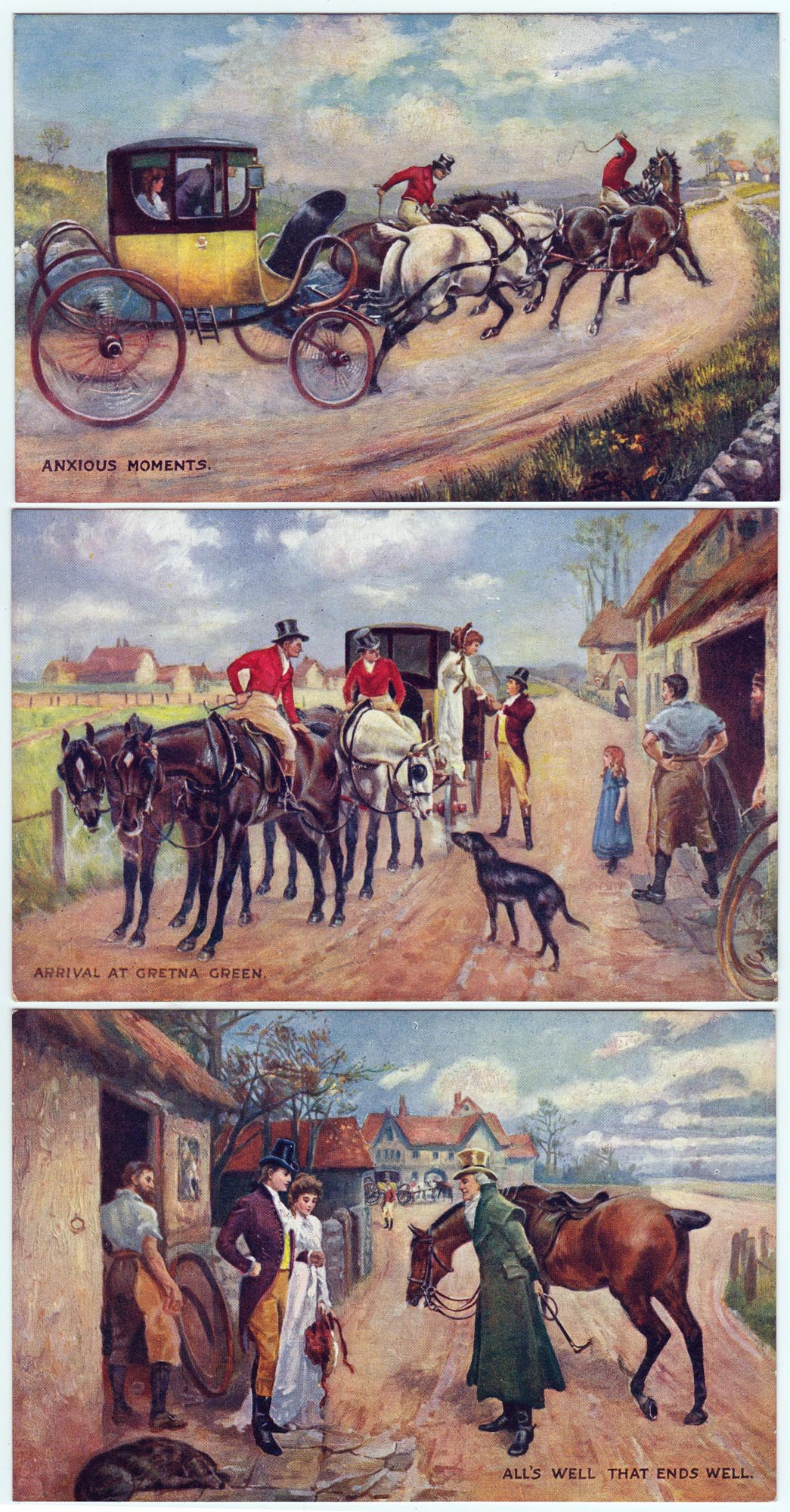
Coupé attelé « à la Daumont » (4 chevaux, 2 postillons). Série de cartes postales anglaises, Mariage à Gretna Green

- Attelage à un (un cheval). La voiture est en général munie de deux limons (brancards) qui constituent la limonière. Le cheval placé entre les limons, au plus près de la voiture, est le limonier. Plusieurs chevaux peuvent être attelés à une voiture équipée de limons, soit à l'extérieur, soit devant le limonier.
- Attelage à deux, ou en paire (deux chevaux) attachés de part et d'autre du timon.

Attelage en flèche, ou en tandem (deux chevaux, l'un devant l'autre).
- Attelage à trois

Attelage d'évêque (trois chevaux de front).
Attelage en troïka (trois chevaux de front), le timonier au centre, plus grand et plus fort que les deux autres, va au trot. Les deux bricoliers, de chaque côté, vont au galop. Troïka signifie trio en russe.
Attelage en arbalète, deux chevaux attelés au timon (timoniers), le troisième devant (de volée), au centre. En Angleterre cet attelage s'appelle unicorn (« licorne ») et le cheval de volée, one horn (« une-corne »).
- Attelage à quatre (quatre chevaux attelés deux à deux).
- Attelage à six, à huit… (chevaux attelés deux à deux).
- Attelage à la d'Aumont (ou Daumont), attelage à quatre ou à six qui n'utilise pas de cocher, mais des postillons montés. Les voitures attelées à la d'Aumont n'ont pas de siège de cocher. Ce sont traditionnellement des grands ducs, des victorias, des calèches et des landaus.
- Attelage de poste, mené par un ou plusieurs postillons montés sur les porteurs.
- Attelage de demi-poste, utilisant conjointement un cocher et un postillon.

## Attelage en compétition
La discipline en général qui consiste à savoir atteler, puis à conduire un attelage. Autrefois un métier, ce sont aujourd'hui des disciplines sportives : l'attelage, épreuves de parcours et de maniabilité avec différents types de voitures modernes, et l'attelage de tradition, où l'on utilise les voitures anciennes.

## Patrimoine attelé
L'Espagne a un patrimoine hippomobile diversifié et riche. 